# Série temporal

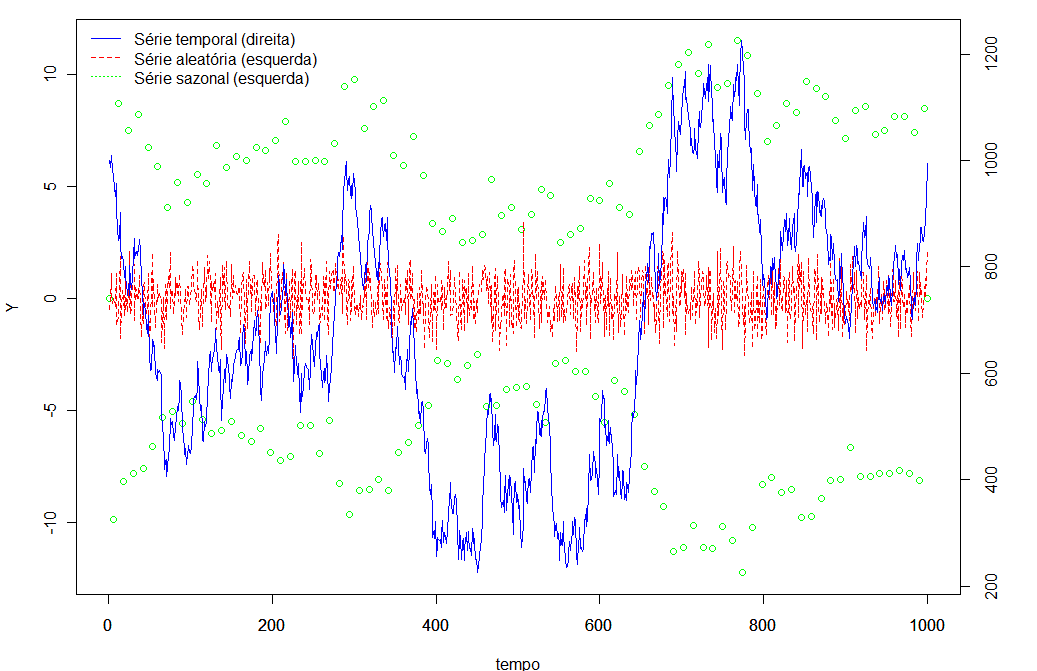
Séries temporal, aleatória e sazonal

Em estatística, econometria, matemática aplicada e processamento de sinais, uma série temporal é uma coleção de observações feitas sequencialmente ao longo do tempo. Em modelos de regressão linear com dados cross-section a ordem das observações é irrelevante para a análise, em séries temporais a ordem dos dados é fundamental. Uma característica muito importante deste tipo de dados é que as observações vizinhas são dependentes e o interesse é analisar e modelar essa dependência.
As séries temporais existem nas mais variadas áreas de aplicação, como: finanças, marketing, economia, seguros, demografia, ciências sociais, meteorologia, energia, epidemiologia, etc.

## Definição formal
Uma série temporal é uma sequência de realizações (observações) de uma variável ao longo do tempo. Dito de outra forma, é uma sequência de pontos (dados numéricos) em ordem sucessiva, geralmente ocorrendo em intervalos uniformes. Portanto, uma série temporal é uma sequência de números coletados em intervalos regulares durante um período de tempo.
| São séries temporais                                                                         | NÃO são séries temporais                                                                                                 |
| -------------------------------------------------------------------------------------------- | --- |
| Uma série que mostra a temperatura diária de uma cidade ao longo do ano.                     | Um conjunto de dados sobre a temperatura de várias cidades, com dados recolhidos no mesmo dia ou em períodos diferentes. |
| Número de homicídios anuais num país:{\displaystyle H=\left\{191,100,156,134,201,98\right\}} | Número de homicídios de um certo país em determinado ano, em diferentes regiões.                                         |
| O salário mensal de um determinado indivíduo ao longo do ano.                                | Os salário dos habitantes de uma cidade em janeiro de 2011.                                                              |

### Em Economia
Em economia, desde o trabalho de Trygve Haavelmo, têm-se interpretado séries temporais como realizações de processos estocásticos (aleatórios). Esta abordagem permite que o construtor do modelo econômico use a inferência estatística para construir e testar equações que caracterizam as relações entre variáveis econômicas. Note-se que esta definição pressupõe que a série temporal contenha um componente estocástico, o que é verdade na vasta maioria dos casos práticos.
São exemplos de séries temporais utilizadas em economia:
- Preço, minuto a minuto, da ação de certa empresa na bolsa de valores[1]:

{\displaystyle P=\left\{8,5,5,4,6,5\right\}}
- Vendas mensais de carros[1]:

{\displaystyle V=\left\{8000,7600,4002,6632\right\}}

## Convenções utilizadas para representar uma série temporal
Uma série temporal é geralmente representada por uma letra. A variável representada assume diferentes valores em diferentes momentos do tempo, e por isso utiliza-se um subscrito junto à letra para denotar o período a que o valor específico (realização) se refere. Por exemplo, se a variável "PIB anual do Brasil" for representada pela letra y, podemos denotar por y0 o PIB do primeiro período. O dado do período seguinte seria, neste mesmo caso, y1.
Teríamos, portanto, neste exemplo:
| Período em análise | Representação deste ano na série temporal           | Representação do valor assumido pela variável y em cada período | Valor efetivamente assumido pela variável y em cada período (PIB do Brasil no ano)  |
| ------------------ | --------------------------------------------------- | --------------------------------------------------------------- | ----------------------------------------------------------------------------------- |
| 2004               | {\displaystyle 2004={\color {Blue}0}} (ano inicial) | {\displaystyle y_{\color {Blue}0}}                              | {\displaystyle y_{\color {Blue}0}=1.941.498\cdot 10^{3}} reais = PIB anual de 2004. |
| 2005               | {\displaystyle 2005={\color {Red}1}}                | {\displaystyle y_{\color {Red}1}}                               | {\displaystyle y_{\color {Red}1}=2.147.239\cdot 10^{3}} reais                       |
| 2006               | {\displaystyle 2006={\color {OliveGreen}2}}         | {\displaystyle y_{\color {OliveGreen}2}}                        | {\displaystyle y_{\color {OliveGreen}2}=2.369.484\cdot 10^{3}} reais                |
| 2007               | {\displaystyle 2007={\color {RubineRed}3}}          | {\displaystyle y_{\color {RubineRed}3}}                         | {\displaystyle y_{\color {RubineRed}3}=2.661.344\cdot 10^{3}} reais                 |

## Componentes de uma série temporal
Uma série temporal pode ser genericamente decomposta nos seguintes itens:
| Componente   | Descrição | É um componente determinístico (fruto de uma equação)? | É um componente estocástico (resultado de processo aleatório)? |
| ------------ | --- | ------------------------------------------------------ | -------------------------------------------------------------- |
| Tendência    | Capta elementos de longo prazo relacionados com a série de tempo                                                                          | Pode ser                                               | Pode ser                                                       |
| Ciclo        | Longas ondas, mais ou menos regulares, em torno de uma linha de tendência                                                                 |                                                        |                                                                |
| Sazonalidade | Capta os padrões regulares da série de tempo                                                                                              |                                                        |                                                                |
| Aleatório    | Capta todos os efeitos que não foram incorporados pela série de tempo via os três componentes anteriormente citados, ou seja, é o resíduo | Não                                                    | Sempre                                                         |

## Lei de formação das séries temporais

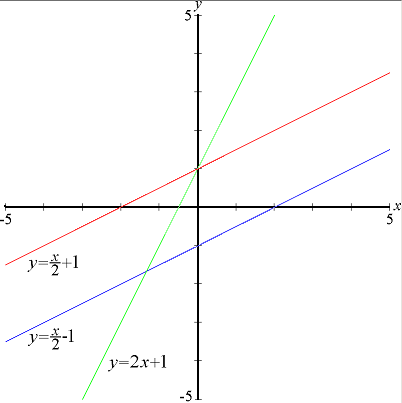
Três funções lineares. Se o eixo "x" representar alguma variável explicativa ao longo do tempo, então estas funções são séries temporais que contém apenas o componente determinístico

As séries temporais são muitas vezes representadas por meio de funções matemáticas, ou seja, assume-se que o valor obtido é função de alguma outra variável (ou de diversas variáveis), ou, o que é a mesma coisa, que existe uma lei de formação que determina esta série temporal.
A função que determina a série temporal não precisa ser sempre linear. Na verdade, ela pode ter qualquer formato (quadrática, exponencial...) e pode depender de mais de uma variável. No entanto, uma boa parte da (mas não toda a) econometria trata apenas de funções lineares, que são mais fáceis de modelar.
Os componentes de uma série temporal podem ser determinísticos e/ou estocásticos.

### Componente determinístico
Quando os valores da série podem ser escritos através de uma função matemática perfeitamente determinada por uma ou mais variáveis, diz-se que ela contém apenas o componente determinístico.

#### Exemplo 1
Tome-se a seguinte função linear, que chamaremos de função "f":
| Função teórica                       | Exemplo de forma que esta função pode assumir                        |
| ------------------------------------ | -------------------------------------------------------------------- |
| {\displaystyle y_{t}=a+b\cdot x_{t}} | {\displaystyle y_{t}=1+2\cdot x_{t}} (linha verde na figura ao lado) |

Nesta função, a variável {\displaystyle y_{t}} depende de, ou é determinada pela, variável {\displaystyle x_{t}}. Matematicamente, poderíamos representar também de outra forma: {\displaystyle y=f(x)}.
A convenção utilizada nesta série temporal é a seguinte:
- y representa o dado obtido.
- a representa o intercepto
- x representa a variável que determina y.
- o subscrito "t" indica o período à qual o dado se refere.

Se fôssemos analisar a função {\displaystyle y_{t}=1+2\cdot x_{t}} a partir do período em que x=0, teríamos:
| Período | Valor assumido por x (informação coletada pelo pesquisador) | Valor assumido por y (consequência do valor que x assumiu) |
| ------- | ----------------------------------------------------------- | ---------------------------------------------------------- |
| t=0     | {\displaystyle x_{0}=0}                                     | {\displaystyle y_{0}=1+2\cdot x_{0}=1+2\cdot 0=1}          |
| t=1     | {\displaystyle x_{1}=1}                                     | {\displaystyle y_{1}=1+2\cdot x_{1}=3}                     |
| t=2     | {\displaystyle x_{2}=2}                                     | {\displaystyle y_{2}=1+2\cdot x_{2}=5}                     |

#### Exemplo 2
Como o PIB do Brasil é sempre (perfeitamente) determinado pela soma do PIBs das cinco regiões, podemos escrever a seguinte lei de formação da série temporal yt:
{\displaystyle y_{t}=n_{t}+ne_{t}+se_{t}+s_{t}+co_{t}}
onde:
{\displaystyle y_{t}}=PIB do Brasil no ano "t",
{\displaystyle n_{t}}=PIB da Região Norte no ano "t",
{\displaystyle ne_{t}}=PIB da Região Nordeste no ano "t",
{\displaystyle se_{t}}=PIB da Região Sudeste no ano "t",
{\displaystyle s_{t}}=PIB da Região Sul no ano "t" e
{\displaystyle co_{t}}=PIB da Região Centro-Oeste no ano "t"
Note que, como esta relação é sempre perfeita (não existe possibilidade de o PIB nacional ser maior ou menor que a soma dos PIBs regionais), diz-se que esta série temporal (yt) contém apenas o componente determinístico.

### Componente estocástico
Além dos componentes normais de uma função matemática perfeitamente determinada, a representação de uma série temporal pode incluir um componente aleatório, que deverá ser gerado por um processo estocástico, normalmente representado por {\displaystyle \epsilon _{t}} ou {\displaystyle u_{t}}. Um exemplo de uma série temporal com componente aleatório é:
{\displaystyle y_{t}={\begin{matrix}\underbrace {a+b\cdot x_{t}} \\{\mbox{determinístico}}\end{matrix}}+{\begin{matrix}\underbrace {\epsilon _{t}} \\{\mbox{estocástico}}\end{matrix}}}
Neste caso, a série temporal é denominada de estocástica. Note-se que uma série estocástica yt pode ou não conter um componente determinístico. O que lhe confere um carácter estocástico é o facto de não se poder determinar o seu valor exacto mesmo conhecendo a sua especificação e o valor de todos os seus determinantes, isto porque a série possui uma natureza intrinsecamente aleatória.

#### Exemplo 1
Suponha que dois irmãos façam uma aposta anual em dinheiro. A quantidade de dinheiro a ser paga ao irmão 1 é determinada pela série temporal abaixo (derivada do modelo anterior):
{\displaystyle g_{t}=a+b\cdot x_{t}+\varepsilon _{t}}
onde
- {\displaystyle g_{t}} é o valor em reais que o irmão 1 vai receber. Se o valor for negativo, o irmão 1 deve pagar ao irmão 2, em vez de receber.
- a= intercepto = -2
- b= inclinação = 0,2
- {\displaystyle x_{t}} é a o número de anos que o irmão 1 tem no dia da aposta.
- {\displaystyle \epsilon _{t}} é uma variável aleatória com distribuição binomial que assume o valor 10 se chover no dia, e -20 se não chover. Note-se que esta variável introduz a incerteza, pois não se pode saber, a priori, quanto o irmão 1 deverá pagar para, ou receber do, irmão 2.

Assim, teremos:
| ano                                      | Idade do irmão 1 (variável xt) | Choveu? | Valor de {\displaystyle \epsilon _{t}} (consequência de ter chovido ou não) | Valor de {\displaystyle g_{t}=a+b\cdot x_{t}+\epsilon _{t}} (=valor a ser pago ou recebido) |
| ---------------------------------------- | ------------------------------ | ------- | --------------------------------------------------------------------------- | ------------------------------------------------------------------------------------------- |
| {\displaystyle t={\color {Blue}0}}       | 19                             | sim     | 10                                                                          | {\displaystyle g_{\color {Blue}0}=-2+0,2\cdot 19+10=11,8} reais                             |
| {\displaystyle t={\color {Red}1}}        | 20                             | não     | -20                                                                         | {\displaystyle g_{\color {Red}1}=-2+0,2\cdot 20-20=-18} reais                               |
| {\displaystyle t={\color {OliveGreen}2}} | 21                             | sim     | 10                                                                          | {\displaystyle g_{\color {OliveGreen}2}=-2+0,2\cdot 21+10=12,2} reais                       |
| {\displaystyle t={\color {RubineRed}3}}  | 22                             | não     | -20                                                                         | {\displaystyle g_{\color {RubineRed}3}=-2+0,2\cdot 22-20=-17,6} reais                       |

#### Exemplo 2
Alguns autores afirmam que o desemprego do Brasil é aproximadamente determinado pelos seguintes fatores: produção (PIB); produtividade;  salário real e população economicamente ativa. É importante enfatizar que esta é uma determinação aproximada. Afinal, o desemprego pode aumentar por outros fatores, como por exemplo o fechamento inesperado de uma grande empresa, um decreto aumentando o salário mínimo para R$ 10 mil reais etc. Portanto, estas variáveis explicam aproximadamente, mas não exatamente, a taxa de desemprego.
Assim, ignorando algumas tecnicalidades para simplificar, poderíamos elaborar a seguinte lei de formação:
{\displaystyle d_{t}={\begin{matrix}\underbrace {a+b\cdot y_{t}+c\cdot p_{t}+d\cdot s_{t}+e\cdot i_{t}} \\{\mbox{determinístico}}\end{matrix}}+{\begin{matrix}\underbrace {\varepsilon _{t}} \\{\mbox{estocástico}}\end{matrix}}}
onde:
- dt é a taxa de desemprego de determinado período
- yt é o PIB do país
- pt é a produtividade por trabalhador, medida por exemplo em unidades produzidas por trabalhador
- st é o salário real do trabalhador, medido em reais brasileiros corrigidos pelo IPCA a preços do último período analisado
- it é o percentual da população brasileira que está economicamente ativa em cada período
- {\displaystyle \epsilon _{t}} é um componente aleatório idêntica e independentemente extraído de uma distribuição normal

## Classificação das séries temporais
As séries temporais podem ser estacionárias ou não estacionárias (têm ou não raiz unitária). Além disso, podem ser estocásticas ou determinísticas.
Quando os valores da série podem ser escritos através de uma função matemática {\displaystyle y=f(tempo)} diz-se que a série é determinística. Quando a série envolve, além de uma função matemática do tempo, também um termo aleatório {\displaystyle y=f(tempo,\varepsilon )} a série é chamada estocástica. Normalmente as séries temporais são analisadas a partir de seus principais movimentos descritos como: tendência, ciclo, sazonalidade e variações aleatórias.

### Série estacionária
Uma série estacionária é o que em matemática costuma se chamar série convergente, ou seja, aquela que flutua em torno de uma mesma média ao longo do tempo.
Para garantir que o componente estocástico também flutue ao redor de uma mesma média, assume-se, por exemplo que ele seja um componente aleatório idêntica e independentemente extraído de uma distribuição normal. Digamos:
{\displaystyle \epsilon _{t}\sim N\left(0,\sigma ^{2}\right)}, ou seja, o componente aleatório provém de uma distribuição normal com média zero e variância finita.
|                     | Série temporal estacionária apenas com componente determinístico                                                                                               | Série temporal estacionária com componente estocástico (contém {\displaystyle \epsilon _{t}}), com ou sem o componente determinístico              |
| ------------------- | --- | --- |
| Exemplo teórico     | Exemplo 1: {\displaystyle y_{t}=\mu }, onde {\displaystyle \mu } é uma constante; Exemplo 2: {\displaystyle y_{t}=\mu +b\cdot y_{t-1}}, onde b é uma constante | {\displaystyle y_{t}=\mu +\epsilon _{t}}, onde {\displaystyle \mu } é uma constante; {\displaystyle \epsilon _{t}\sim N\left(0,\sigma ^{2}\right)} |
| Exemplo com números | Exemplo 1: {\displaystyle y_{t}=5}; Exemplo 2: {\displaystyle y_{t}=2+0,5\cdot y_{t-1}}                                                                        | {\displaystyle y_{t}=5+\epsilon _{t}}; {\displaystyle \epsilon _{t}\sim N\left(0,\sigma ^{2}\right)}                                               |

### Série não estacionária
A série não estacionária (ou divergente, em matemática), é aquela que tem raiz unitária.
|                     | Série temporal não estacionária apenas com componente determinístico | Série temporal não estacionária com componente estocástico (contém {\displaystyle \epsilon _{t}}), com ou sem o componente determinístico |
| ------------------- | --- | --- |
| Exemplo teórico     | Exemplo 1: {\displaystyle y_{t}=\mu +b\cdot t}, onde {\displaystyle \mu } é uma constante e t é o período; Exemplo 2: {\displaystyle y_{t}=\mu +c\cdot y_{t-1}+b\cdot t}, onde b é uma constante | {\displaystyle y_{t}=\mu +b\cdot t+\epsilon _{t}}, onde b é uma constante                                                                 |
| Exemplo com números | Exemplo 1: {\displaystyle y_{t}=2+0,5\cdot t}; Exemplo 2: {\displaystyle y_{t}=1+0,1\cdot y_{t-1}+2\cdot t}                                                                                      | {\displaystyle y_{t}=0,1+2\cdot t+\epsilon _{t}}                                                                                          |

## Estudo de séries temporais
Existem duas formas de estudar séries temporais. Uma análise da série temporal é um método para tentar entender a série temporal, de forma a entender a estrutura que gerou a série. Uma previsão a partir da série temporal procura construir um modelo matemático a partir do qual seja possível prever valores futuros da série.
Os modelos para estudar as séries temporais são muito conhecidos por seus acrônimos em inglês, montados a partir de AR (modelos auto-regressivos), 'I' (modelos integrados) e MA (modelos de média móvel). Por exemplo, o modelo ARIMA é um modelo auto-regressivo, integrado e de média móvel.

## Especificidade das séries temporais em relação aos dados cross section
Ao contrário do que ocorre com os dados cross-section, os dados de uma série temporal geralmente são dependentes no tempo. Por exemplo, no caso de uma série do PIB anual do Brasil, pode-se imaginar facilmente que o PIB de determinado ano é muito parecido com o PIB do ano anterior. Se tomarmos, por outro lado, dados em cross section do PIB de diversos países no mesmo ano, não há nenhuma razão para crer, a priori, que o PIB de um dos países da amostra seja parecido com o PIB de outro país da amostra.
Em economia, a teoria de equações de diferenças subjaz todos os métodos de séries temporais empregadas. É justo dizer que a econometria de séries temporais está preocupada com a estimativa de equações a diferenças contendo componentes estocásticos.